# Togetherness Music (for 16 Musicians)
Togetherness Music (for 16 Musicians) ist ein Album von Alexander Hawkins mit Evan Parker und dem Riot Ensemble unter der Leitung von Aaron Hollway-Nahum. Die am 30. Juli 2020 in den Challow Park Studios, Oxfordshire, England entstandenen Aufnahmen erschienen am 15. Januar 2021 auf Intakt Records.

## Hintergrund
Togetherness Music ist eine sechsteilige Komposition des britischen Pianisten Alexander Hawkins. Dieses Werk wurde anlässlich des 40. Geburtstages von Hawkins veröffentlicht und ist eine umfassende Erweiterung und Überarbeitung eines Stücks, das im Auftrag des Dirigenten und Komponisten Aaron Holloway-Nahum für das Riot Ensemble mit Hawkins entstanden ist, mit Evan Parker – mit dem Hawkins seit mehr als zehn Jahren musikalisch verbunden ist – als Solisten. Die neue Fassung des Werks wird durch akustische Improvisatoren und die elektronischen Beträge von Matthew Wright ergänzt.
Die sechs Sätze von Togetherness Music umfassen zwei Auftragskompositionen – eine von BBC Radio 3 (der zu Movement II wurde) und eine weitere von Aaron Holloway-Nahum (Riot Ensemble), der zu Movement I, III und V wurde.
Hawkins sagte zur Konzeption der Suite: „Das Stück könnte [als Suite] in zwei Teilen mit jeweils drei Sätzen betrachtet werden. Der dritte und sechste Satz beziehen sich auf den Umgang mit der Harmonie und auf die Art des erzeugenden Materials. Ein langer melodischer Strom von meist gleichmäßig langen Tönen mit einer Reihe von melodischen Zellen, die zwischen den beiden geteilt werden. Sie sind beide größtenteils Tutti-Stücke.“ Der erste und vierte Satz [...] sind für Evan Parker und dann für mich beide Solo-Features. In den ursprünglichen Aufführungen des Stücks im Jahr 2019 waren wir die vorgestellten Solisten, was Aarons ursprüngliches Konzept für seinen Auftrag war. Der zweite und der fünfte Satz waren daher kontrastreich. Der zweite ist diejenige, in dem am meisten improvisiert ist, obwohl es, wie man hören könne, diese ausgeschriebenen Elemente gibt; und der fünfte ist der am gründlichsten durchkomponierte. Jeder Streicher spielt durchgehend einen Part. In gewissem Sinne lautet die Struktur also:
1: Solo-Feature – 2: Improvisierter Kontrast – 3: Tutti-Höhepunkt
4: Solo-Feature – 5: Komponierter Kontrast – 6: Tutti-Höhepunkt
Wenn auch das Riot Ensemble in erster Linie für seine Aufführungen notierter zeitgenössischer und klassischer Musik bekannt ist und Evan Parker eine der Schlüsselfiguren der freien Improvisation und des Post-Coltrane-Jazz-Kontinuums ist, wechseln die Rollen in diesem Werk fließend und schaffen eine völlig unverwechselbare Klangwelt, schrieb James Fei in den Liner Notes. „Die Zusammenarbeit zwischen Improvisatoren und klassischen Musikern kann sehr schwierig sein - ein Zusammenprall der Kulturen, Wenn es funktioniert, wird jedoch etwas Einzigartiges und Dazwischen möglich.“ In der Tat: Togetherness Music  zeige neue musikalische Möglichkeiten. Ein hochmodernes Musikwerk, das in die Zukunft weise.

## Titelliste

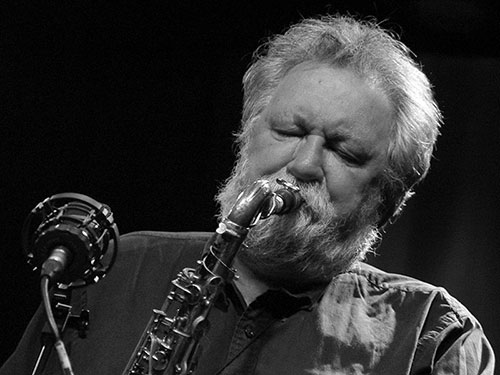
Evan Parker 2015

- Alexander Hawkins featuring Evan Parker + Riot Ensembl: Togetherness Music (Intakt CD361)

1. Indistinguishable From Magic
2. Sea No Shore
3. Ensemble Equals Together
4. Leaving the Classroom of a Beloved Teacher
5. Ecstatic Baobabs
6. Optimism of the Will

Alle Kompositionen stammen von Alexander Hawkins.

## Rezeption
Rigobert Dittmann schrieb in Bad Alchemy, in der kompositorisch angegten und gelenkten Sechs-Sätzigkeit seiner Togetherness Music (for 16 Musicians) verknotet Hawkins Anthony Braxtons Ghost Trance Music und Ornette Colemans Skies of America mit dem orchestralen Charakter seines eigenen Werks Unit[e].
Togetherness Music (For Sixteen Musicians) „beginnt mit einer der faszinierendsten Eröffnungssequenzen“, schrieb George Winston (London Jazz News), „die man sich erhoffen können, einer jenseitigen, mehrphonischen Evan Parker-Solo-Extemporierung von acht Minuten Dauer“. Dies sei durchsetzt mit elektronischen Interventionen und rutschigem Glissandi von den Streichern verstärken das Gefühl ungehinderter Bewegung durch den Raum. Die ultra-diskrete Verarbeitung durch Matt Wright mit der Elektronik in den letzten Augenblicken verleihe den Schichten von Parkers bemerkenswertem Live-Spiel eine mysteriöse Zweideutigkeit. Diese erweiterte Passage stellt den ersten der sechs Sätze des Werks dar, von denen jeder seinen eigenen Charakter und seine eigene Persönlichkeit habe. Hawkins mischt Improvisation und Partitur in verschiedenen Kombinationen, einschließlich Transkriptionen von Improvisationen, um faszinierende Komplexitätsebenen hinzuzufügen.